# Српски добровољачки корпус (Други светски рат)
Српски добровољачки корпус, познати и као љотићевци, до 1943. Српска добровољачка команда, био је страначка војска Југословенског народног покрета Збор, која је за време Другог светског рата на подручју окупиране Србије сарађивала са немачким окупационим снагама у борби против партизана и четника. У том тренутку, СДК постаје елитна формација за антипартизанске операције, за разлику од Српске државне страже која је била стајаћа војска Србије под немачком окупацијом. Припадници СДК-а су били познати као љотићевци по свом идеолошком вођи Димитрију Љотићу, а такође су били познати и као добровољци. Оружје, муницију, униформе и храну СДК је добијао од Немаца преко Владе народног спаса генерала Милана Недића, која је обезбеђивала и плате за припаднике ове формације. Српски добровољачки корпус се формално налазио под командом Недићеве жандармерије, али је у неколико месеци 1943. године фактички био подређен немачким војним властима. Од 1944. године СДК добија немачко и италијанско наоружање и униформе.

## Формирање Српске добровољачке команде
Немци су по увођењу окупационе управе у Србији и формирању комесарске владе 9. маја забранили рад свих политичких странака. Међутим, већ 25. маја је дозвољен рад покрету Збор. Током пролећа и лета 1941. припадници Збора су активно деловали на пропагандном плану, а припадници подмлатка Збора, који су се називали Бели орлови, њих око 120, окупили су се у Смедереву и учествовали у санацији последица експлозије муниције у Смедеревској тврђави.
С обзиром да су им биле потребне поуздане домаће снаге које ће им помоћи у гушењу устанка 1941. предвођеног комунистима, припадници немачких окупационих снага морали су неефикасну Комесарску управу Милана Аћимовића заменити неким телом које би имало већи углед. Стога су крајем августа на место председника Владе народног спаса поставили армијског генерала Милана Недића. Нова влада није била ништа успешнија од претходне, па је министар Михаило Олћан предложио да се од домаћег становништва оформе добровољачке јединице и обећао да у Збору може пронаћи 500 добровољаца. Немци су дозволили формирање добровољачких одреда за борбу против комуниста на територији окупиране Србије, а који нису смели имати више од 3500 људи. Одреди су организовани од септембра до новембра 1941. године. Први јавни позив у октобру 1941. био је упућен добровољцима за борбу против „комунистичке опасности“, док се борба против Михаиловићевих четника није спомињала. Приликом формирања, а и касније, присталице Збора и организације Бели орлови чиниле су руководећи кадар и састав тих јединица. У одреде су могле ступити само особе које су биле идеолошки свесне, национално и морално исправне и физички способне. Били су то највећим делом ђаци и студенти, чланови Белих орлова, али је међу добровољцима било и чиновника, радника, занатлија, сељака, делом и избеглица. Већина официра долазила је или из старе Југословенске војске или жандармерије. Команда је службено формирана 15. септембра 1941. а чинило ју је 12 добровољачких одреда сваки са 120 до 150 људи. Припадници корпуса су носили маслинастозелене униформе или, у случају официра, официрску униформу Југословенске краљевске војске, са крстом светог Ђорђа на десној страни груди како убија аждају око којега је стајао натпис „С вером у Бога, за Краља и Отаџбину — Добровољци". Ђурђевдан је била слава добровољаца. Заставе су биле у стилу старих српских застава. Чинови су, из практичних разлога, били исти као и код Војске краљевине Југославије. Сам Љотић није имао команду над СДК, на чијем се челу налазио инжињеријски пуковник Коста Мушицки.
Добровољачка команда је имала васпитни одсек чији је задатак био да "квалитативно ојача добровољачке одреде и да оживи националну свест у народу који се под утицајем комуниста и туђе пропаганде налазио у идејном и политичком хаосу". Шеф образовног одсека је био новинар Ратко Парежанин. Такође је имала обавештајни одсек који је имао своје центре широм Србије. Најпознатији члан овог одсека је Бранко Гашпаревић. Духовне потребе СДК је обављао верски референт протојереј Алекса Тодоровић. СДК је често деловао у блиској сарадњи са Руским заштитним корпусом.
Добровољци су прву оружану акцију имали 17. септембра у селу Дражањ код Гроцке, чистећи област од партизана. Пети добровољачки одред СДК под заповедништвом Марисава Петровића помагао је Немцима током привођења и на самом стратишту приликом извршавања Крагујевачког масакра 21. октобра 1941. године, али трупе СДК нису активно учествовале у самим погубљењима. Пре офанзиве на Ужичку републику, Недић је наредио да се СДК, жандармерија и четници Косте Пећанца ставе под заједничку команду. Заједничка војна формација названа Шумадијски корпус под командом Мушицког је образована 22. новембра. Корпус је стављен под команду немачке 113. дивизије. Након повлачења партизана у италијанску окупациону зону, Немци су се окренули борби против Михаиловићевих четника. Неко је (могуће Мушицки) обавестио Михаиловића о немачким плановима и Михаиловић је успео да избегне хапшење. Мушицког су Немци ухапсили 9. децембра у Чачку и заменили га потпуковником Илијом Кукићем. Недић је интервенисао и изборио пуштање Мушицког, па се он поново нашао на свом положају чим су Немци умешани у овај случај напустили Београд крајем 1942.
Противљење добровољаца да пошаљу једну своју јединицу на Источни фронт имало је за последицу разоружавање и распуштање појединих њених одреда. Прво је 2. јуна 1942. године део Седмог добровољачког одреда био разоружан и одведен у Ужице, где су неки добровољци били стрељани. Затим је разоружан у јуну 1942. године у околини Параћина Осми добровољачки одред а његови су припадници били су послати у Борски рудник. На крају је у августу 1942. године у Чачку био разоружан Једанаести (Јабланички) добровољачки одред. Официри су послати у логоре у Немачкој, док су борци одведени на рад у Борски рудник.
Непријатељство између Љотићевих снага и Михаиловићевих четника избило је у јесен 1941. године и потрајало је скоро до краја рата. Љотић је већ у новембру 1941. отворено осуђивао Михаиловића и његове снаге, због њихове сарадње са партизанима. У једном новинском чланку, Љотић је оптужио Михаиловића да је одговоран за смрт многих Срба и изазивање великог разарања као последицу његове „наивне“ сарадње са комунистима. Годину дана касније 15. јула 1942, Михаиловић је послао телеграм југословенској избегличкој влади, захтевајући од њих да јавно осуде Љотића, Недића и четничког одметника Косту Пећанца као издајнике, и избегличка влада је то урадила јавно преко Би-Би-Сија. Михаиловић је такође вршио притисак преко владе одузимањем чинова Недићевим генералима и другим официрима, и стављањем колаборатора под слово „З“. Михаиловић је борбу против СДК стављао испред борбе са Вермахтом. Присталице Љотића нападале су и обрачунавале се са припадницима Михаиловића. Четници су узвраћали на љотићевске нападе, о чему говоре бројни међусобни обрачуни. Четници су чували села од одмазди, настојећи да не убију Немца, али су се зато међусобно обрачунавали са љотићевцима. Михаиловић се оштро разграничавао са Љотићем. Јула 1942. Михаиловић је јављао избегличкој влади да је Љотић „Најомрзнутији у народу и синоним издајства", да су љотићевци „највећи немачки сарадници", да је „Крагујевац Љотићево дело", да би „лако с Немцима да немају огромне сметње Љотића, Недића и Пећанца", које „народ све презире", као и да су „Недић и Аћимовић, с једне, и Љотић с друге стране у сталној борби за власт и да се такмиче у служењу Немцима". Четнички распис од 30. јула 1942. предвиђао је "истребљење комуниста свим средствима посредно и непосредно", док се истовремено захтевао рад командоса ради скидања свих издајника и Љотићевих првака, са "енергичним" бушењем Љотићевих, Пећанчевих и бугарских формација. Михаиловић је од својих команданата тражио да "комунисте уништавају немилосрдно", јер их "они ометају да имају одрешене руке према непријатељима", и да "комунисти исто као љотићевци подједнако служе Немцима".
Српска добровољачка команда је до 15. фебруара 1942. године достигла број од 172 официра и 3.513 добровољаца, што је било скоро жељених 5 батаљона. Током 1942. СДК се сукобио са партизанима у јужној Србији. Иако су им нанели значајне губитке, нису успели да их потпуно сломе на подручју јужне Србије. У западној Србији, СДК је заједно са жандармеријом, Немцима и Пећанчевим четницима напао Космајски, Ваљевски и Сувоборски партизански одред који су се вратили из Босне. Успели су да их готово све поразе, осим Ваљевског батаљона који се пробио кроз њихове линије. На крају 1942. било је 12 одреда организованих у 5 батаљона и Немци су им дали формално признање 1. јануара 1943, променивши име јединице у Српски добровољачки корпус.

## Реорганизација у Српски добровољачки корпус
У јануару 1943. добровољачки одреди су реорганизовани у Српски добровољачки корпус са пет батаљона величине 500 војника и стављени су под формално заповедништво Недићеве владе, али су фактички били под непосредним заповедништвом генерала Паула Бадера, врховног немачког заповедника Србије. На место команданта СДК је враћен Коста Мушицки, а за начелника штаба је постављен потпуковник Радослав Таталовић. У Штабу СДК, као и у сваком батаљону, налазио се и по један немачки официр за везу. У саставу СДК налазила су се четири добровољачка и један четнички јуришни батаљон, сваки са 500 људи, а од 4. јануара 1943. године СДК је имао још и батаљон борних кола, ескадрон коњице и 6 авиона. Батаљон борних кола поседовао је заробљена возила Југословенске војске, која су Немци одбацили као застарела, а такође и неколико француских Рено R-35 тенкова, чешке и немачке полугусеничаре у јако лошем стању. Возила су углавном служила за параде и ретко су учествовала у већим акцијама. Батаљон борних кола није дочекао јесен 1944. Од шест ваздухоплова, два су била Бреге 19 оспособљена за превоз четири путника, а један Фислер Рода. Летове, кад би авиони били у летном стању, морали су одобрити Немци. Авиони су углавном вршили курирске летове за потребе Недићеве владе. Да би летели из Београда припадници СДК су морали да пређу на територију НДХ на немачки аеродром у Земуну и да одатле лете углавном до Краљева и Ниша, све док овај град нису окупирали Бугари.
Иако није формално био део Вермахта и Вафен-СС-а, СДК је добијао оружје, муницију и храну од Немаца. Они су били једина група наоружаних Срба којима су Немци веровали током рата, а њене јединице су немачки команданти често хвалили за храброст у акцијама. Немци су према њима показивали највећи степен поверења, свесни њихове идентификације са немачким циљевима. Били су партијска војска од највишег поверења код СС штабова. СДК је често помагао Гестапоу у проналажењу и скупљању јеврејских цивила који су успели да избегну немачко заробљавање и слали су Јевреје и присталице партизана у логор Бањица. За борбу против Михаиловића у Смедереву су организовани терористички курсеви, на којима су припадници СДК обучавани како да ликвидирају официре и истакнуте активисте четничког и партизанског покрета.
Чланови СДК су полагали заклетву да ће се борити до смрти и против комуниста и четника, да ће поштовати немачке војнике који се боре против истог непријатеља, и да ће остати у редовима СДК најмање шест месеци и да ће „служити у корист српског народа“. Добровољачка команда је стављала до знања добровољцима да они више не располажу својим животима, јер су их добровољно дали за Србију. Јединицама СДК није било дозвољено да се крећу ван додељене територије окупиране Србије без немачког одобрења. Већина официра у СДК је долазила из редова распуштене Југословенске војске или жандармерије. Морал добровољаца је био висок, јер су у својим редовима, у свакој чети, батаљону или пуку, имали официре-просветаре (слично као што су Совјети и партизани имали политичке комесаре), који су имали задатак да образују и индоктринишу војнике, као и да одржавају висок ниво морала.
Идеолошку основу СДК сачињавала су основна начела Збора, која су предвиђала борбу против масона, Јевреја, комуниста и западњачког капитализма. Припадници СДК су се изјашњавали за независну Србију везану за Немачку. Залагали су се за Србију у „новом поретку", иступали против Михаиловићевих четника, против Југославије а за „српство". Задржавали су начело монархизма и верност династији Карађорђевића, сматрали Петра II за краља Србије, коме су западни Савезници одузели слободу одлучивања. Заклињали су се „Свемогућим Богом на верно служење Отаџбини и на оданост краљу и славили његов рођендан пред краљевом фотографијом и столицом намењеном краљу. За њих је краљ био младић који је супротно својој вољи одведен из земље и на Острву представљао британског заточеника. Припадници СДК најрадикалније су се разилазили са Михаиловићем. Истоветне одреднице „српски народ" и „монархија" нису могле да их не раздвајају, самим тим што су упоришта имали на двема сасвим супротним странама — добровољци на немачкој, видевши Србију у Хитлеровом „новом поретку", за разлику од четника чије је међународно упориште био антихитлеровски Запад. Делио их је и однос према Југославији, коју су љотићевци током рата одбацивали као штетну конструкцију по српски народ, за разлику од четника који су се номинално за њу залагали, као и за обнову краљевине Југославије, али у којој би српски народ имао предност уједињен у будућој Великој и хомогеној Србији, као једној од три јединице будуће федеративне Југославије, заједно са Хрватима и Словенцима. У идеолошком смислу СДК је био најближи националсоцијализму, иако је Љотићева идеологија имала многе примесе националсоцијализма и пре рата. Исцељење Србије видели су у заједничком путу Србије са Немачком. Чинили су главни ослонац Недићеве пронемачке политике. Обнову Србије гледали су у светлости немачке победе. Према идеологији СДК, Љотић је био „звезда водиља“ на темељу „својих политичких и филозофских прогласа“. У својим инструкцијама командантима јединица, Љотић је наглашавао потребу да добровољци буду верници и поштују Бога. Љотић је своје добровољце сматрао небеским семеном, које су анђели посејали на земљу ону ноћ када се родио Исус. Говорио им је да се редовно моле и упозорио их је да лоши резултати на бојишту и неуспех да стекну подршку српске јавности долазе као последица „све слабије побожности и вере команданата“ и њиховог честог псовања Божјег имена. Љотић је критиковао раширену појаву алкохолизма, коцкања и сексуалне декаденције међу добровољцима. Такође их је критиковао за почињена дела непотребног насиља када би био информисан о њима 
Љотићевци су замерали Српској православној цркви на њеном неутралном ставу, тенденцији напуштања свога „стада" и огрешења о „религиозно-морално језгро свога народа". Димитрије Љотић је нападао представнике СПЦ и од архијереја тражио да се јаче изјасне за Недићев пут, Мирослав Спалајковић је називао владике "црвенима", а Димитрије Најдановић је критиковао Цркву, што допушта да је „црвени демонизам" нагриза изнутра. СПЦ је нападала комунисте као атеисте, али се политички гледано држала пасивно. Неколико свештеника следило је фанатично Љотића, док је за Немце СПЦ била противник.
Маја 1943. Недић је покушао да Корпус повећа на пет пукова, али Немци то нису одобрили. СДК се током 1943. сукобио са партизанима код Пожаревца, Крушевца, Аранђеловца и у Мачви. Такође су се сукобили и са Михаиловићевим четницима. Четници су јула 1943. убили Душана Марковића, команданта 3. добровољачког батаљона и његових 20 војника, а убрзо и Милоша Војновића Лаутнера, команданта 4. добровољачког батаљона. У августу 1943. СДК се сукобљавао са "рушилачким бандама присталица Драже Михајловића" у крушевачком крају. Немци су 15. маја у Црној Гори пред почетак Операције Шварц, разоружали и заробили око 3000 четника мајора Павла Ђуришића. Ђуришић је послат у логор у пољском граду Стриј (у данашњој Украјини), али је успео да побегне и био је у Београду у новембру те године. Ђуришића је убрзо ухапсио Гестапо, али је пуштен уз Недићеве и Љотићеве гаранције, под условом да стави своје војнике под команду СДК. Ђуришић је прихватио понуду и формирао је три пука СДК (Црногорски добровољачки корпус), а постао је други по важности официр СДК, иза генерала Мушицког, мада је и даље одржавао везе са Михаиловићем.
У међувремену су партизани израсли у војску значајне снаге и у лето 1943. су били поново активни широм Србије. Обновљене партизанске активности су дубоко бринуле одговорне немачке заповеднике, јер је војна моћ окупационих снага знатно опала током релативно мирних месеци 1942. године. Недић је такође био свестан овог проблема, и посетио је Хитлера у Оберсалцбергу, надајући се да ће пронаћи решење. Састанак се одржао 18. септембра и Недић је успео да издејствује да се СДК ојача са још пет додатних батаљона, као и још додатних пет ако околности буду задовољавале. Ове мере су спроведене одмах, и до 20. октобра, сваки од пет постојећих батаљона СДК је прерастао у пук са по два батаљона. Обука за регруте нових пет батаљона се спроводила у гарнизонима корпуса у Ваљеву, Крагујевцу, Шапцу, Смедереву и Крушевцу. Штаб корпуса је остао у Београду. Међутим, формирање тих пукова није ишло лако.
Како је пораз нацистичке Немачке био све извеснији, а квислиншка влада све непопуларнија, то је СДК све теже могла да надокнади све веће губитке у борби против партизана - у Саборној цркви је 20. септембра одржан помен за 246 палих добровољаца. Припадници корпуса су примали плате и имали бројне повластице, као што су посебни курсеви за ђаке-припаднике СДК како би редовно завршили школовање. Немци су дозволили да се из немачког заробљеништва врате официри и подофицири који су спремни да ступе у корпус, али се у Србију вратило само 200-300 особа, па је овај план пропао. Истовремено је Недићева влада покушала да спроведе присилну мобилизацију, али без већег успеха. Отежавајућу околност им је представљао покрет Драгољуба Михаиловића, који је такође тежио да одвуче потенцијалне борце у своје редове, уз нешто више успеха у односу на СДС и СДК.
Поред пукова јачине 1200 људи, наоружаних лаким стрељачким наоружањем, СДК је у свом саставу имао и артиљеријски дивизион јачине 560 људи са 4 батерије, батаљон борних кола и ескадрон коњице.
СДК се борио против партизана током пролећа (против 2. и 5. партизанске дивизије) у југозападној Србији, и у лето 1944. у Топличкој-јабланичкој операцији. До августа 1944. пет пукова СДК је достигло јачину од 9.886 официра и војника што је био максимум постигнут пред сам крај рата у окупираној Србији уз присилну мобилизацију. Од свог оснивања до септембра 1944. СДК је имао око 700 убијених и 1800 рањених.

## Пораз и расформирање корпуса
У фебруару 1944. Љотић је послао 2. батаљон 5. пука СДК у Црну Гору да помогне Ђуришићевим четницима. Од 839 послатих припадника СДК, 543 је погинуло у борбама против партизана. Иако је сарађивао са Ђуришићем, Љотић се још увек опирао сарадњи са Михаиловићем. У лето 1944. у састав СДК ушле су три четничке бригаде Павла Ђуришића као 6, 7. и 8. пук, укупне јачине око 3.800 војника, али само формално како би Недић за ово људство добио оружје и муницију од Немаца.
У марту 1944. четници су убили пуковника Милоша Масаловића, шефа кабинета председника владе генерала Недића, а његово место је по молби Недића преузео бригадни генерал Миодраг Дамјановић, који ce вратио у земљу из немачког заробљеништва. Са тог места Дамјановић је помагао покрет генерала Драже Михаиловића.
Љотић се маја 1944. сусрео са Михаиловићевим командантом Србије, генералом Мирославом Трифуновићем, у селу Брђанима и склопио споразум о заједничкој борби против партизана.
У септембру 1944. партизани су уз подршку Црвене армије и савезничког ваздухопловства почели своју завршну офанзиву у Србији. У великим борбама у на Јеловој гори и за Ваљево партизани су нанели тежак пораз удруженим четничко-љотићевским снагама. СДК је спасио Драгољуба Михаиловића и четничку Врховну команду од заробљавања од стране партизана. Михаиловић је 6. септембра 1944. на рођендан краља Петра II, преузео команду над српским колаборационистичким формацијама, укључујући и СДК. За време битке десио се проглас краља Петра II да се све четничке јединице приступе у партизане. Након битке, четници су одлучили да пређу Дрину и наставе са борбом у Босни.
Љотић је идејни творац стратегије која је требало да уједини све лојалисте (четнике и друге), те да се пред трупама Црвене армије сви заједно повуку у Словенију. Само мали део четничких трупа је ту стратегију на време прихватио, и то пре свих четници Динарске дивизије Момчила Ђујића и још неких мањих формација. Немци нису желели да СДК буде уништен у борбама са Црвеном армијом и партизанима, па су одлучили да га повуку у Словенију. То се поклопило са Љотићевом идејом да се у Словенији оствари широки фронт националистичких и антикомунистичких снага. Због тога је послао Ратка Парежанина са тридесетак пратилаца у Црну Гору, како би убедили Ђуришића да се повуче са својим четницима у Словенију, одакле би заједничким снагама покренули офанзиву. Љотић је 4. октобра, заједно са Недићем, триста владиних званичника и немачким званичницима побегао из Београда.
Повлачење СДК је почело 8. октобра током финалног заједничко партизанско-совјетског напада на Београд, када је 1. добровољачки пук под заповедништво мајора Илије Мићашевића и 4. добровољачки пук под заповедништвом мајора Војислава Димитријевића прешао Саву. 3. пук мајора Јована Добросављевића је прешао преко реке Саве код Шапца. 2. пук мајора Марисава Петровића је прешао Саву код Обреновца. 2. и 3. батаљон 5. пука су још били на фронту. Када су стигли у Ниш, сазнали су да је Црвена армија ослободила Алексинац и да је њихов пут ка Београду блокиран. Командант 5. пука мајор Милорад Мојић је био приморан да промени план повлачења према Прокупљу али су од стране партизана његова два батаљона тешко страдала. У борбеној формацији, која је неколико дана раније бројала до 800 бораца, остало их је неколико десетина, док су остали заробљени или ликвидирани. 1. батаљон 5. пука капетана Васе Огризовића је био на положајима јужно од Зајечара, се пред јачим партизанским јединицама морао уз осетне губитке повући у Бор а затим у Смедерево, где је привремено постао део 4. пука и са њим се преко Београда повукао из Србије. Већина трупа се срела са осталима у Сремској Митровици док су чекали возове који ће их пребацити у Словенију. Београд су последњи 10. октобра 1944. године напустили Штаб СДК и Чета за везу.
Битка за Београд је почела 14. октобра и Немци су одлучили да евакуишу СДК на места где би могли да се користе за стражарске дужности и антипартизанске акције, пошто је СДК сматран неподесним за фронтовски рат. Хитлер је наредио да се СДК премести у оперативну зону Јадранско приморје и смести под команду Вишег СС и полицијског вође те оперативне зоне и под врховно заповедништво команданта Југоистока. Командант Групе армија Ф је наредио укрцавање СДК у возове за евакуацију 17. октобра на железничкој станици у Руми, а транспорт је добио дозволу од Високе команде Југоистока од. 19. до 21. октобра.
Део 5. пука који се половином новембра повлачио кроз Босну и почео је да се повлачи према Словенији. Око 30-40 официра, подофицира и војника су 24. децембра 1944. године ухватиле усташе Вјекослава Лубурића у возу који се на путу ка Словенији зауставио у Загребу и погубиле. Усташе су сматрале СДК непријатељима Независне државе Хрватске, иако су усташе и СДК били на истој страни са Немцима ратујући против партизана, а ово је уједно и био усташки одговор на немачко игнорисање тражења дозволе за прелазак јединица СДК преко Хрватске.
У међувремену су се у Берлину десиле велике промене које су имале утицај на многе ненемачке добровољце који су се борили заједно са немачким снагама, па се тако СДК нашао у надлежности Вафен-СС-а. Наређење којим је овај премештај ступао на снагу је био 9. новембар, али се то формално није десило све до 27. новембра. У овом тренутку СДК се на папиру био корпус са пет пукова, сваки са три батаљона, сигналном четом, брдском четом за снабдевање и немачким официрима за везу. Иако влада мишљење да је од тог тренутка однос СДК према Вафен-СС-у био званичан али не и на терену, ово није сасвим тачно. Војници СДК никада нису носили униформе СС, иако су носили ознаке СС и своје шајкаче заменили за немачке војне капе, док су неки носили и немачке шлемове шталкхеме. Положај СДК је био сасвим сличан положају 15. козачког коњичког корпуса, који је отприлике у исто време апсорбован у Вафен-СС.
Љотић је у децембру 1944. издејствовао пуштање владике Николаја Велимировића и српског патријарха Гаврила Дожића из логора Дахау. Велимировића су Немци затворили још у јулу 1941. под сумњом да је њихов противник, и Љотић је тог лета написао неколико писама немачким званичницима, тражећи ослобађање владике Николаја, на основу тога што је Велимировић величао Хитлера пре рата. Велимировић је пребачен у Дахау заједно са Дожићем преко Будимпеште и Беча у септембру 1944. и држани тамо као „почасни затвореници“. Након свог пуштања, он и Дожић су пребачени у једно туристичко одмаралиште, а затим у Беч као гости немачке владе, где су се срели са Љотићем и другим квислиншким званичницима. Љотић и Недић су тражили од Нојбахера да снагама четничког команданата Момчила Ђујића буду дозвољен пролазак до Словеније. А управо су они од свих четничких снага једина већа формација која је успела да њени чланови сачувају своје животе, и да након завршетка рата формирају јак националистички и антикомунистички покрет у емиграцији.
Када су стигли у Словенију, војници СДК су се сконцентрисали у области око Илирске Бистрице и Постојне, а штаб је био смештен у Илирској Бистрици. Убрзо након доласка у Словенију, Љотић је ступио у контакт са командантом Словеначког домобранства Леоном Рупником и љубљанским бискупом Грегоријем Рожманом и у Илирској Бистрици, у циљу постизања договора око узајамне помоћи и сарадње. СДК је основао добровољачке школе у Илирској Бистрици, једну за обуку официра, а другу идеолошку. Школом за официре је управљао лично Љотић. Током овог периода, 3.000 способних преживелих припадника СДК је појачано пуштеним српским ратним заробљеницима, четницима Момчила Ђујића и Доброслава Јевђевића и припадницима Српске државне страже који су евакуисани у Истру. Ове новопридошлице су повећали број српских националистичких снага на 8.000. Словеначки четници звани Плава гарда су такође били присутни у Словенији и они су се придружили националистичком фронту. Националистичке формације у Словенији су бројале око 40.000 наоружаних војника. Све оне су стављене под команду Вишег СС и полицијског вође Одила Глобочника у оперативној зони Јадранско приморје.
На свом новом положају СДК је учествовао у антипартизанским операцијама. Од припадника СДК и Специјалне полиције у Словенији и Аустрији, Гестапо је формирао диверзантске групе и упутио их на обуку у Кајзервалд и Нојштерлиц. До краја 1944. године формирано је и завршило курсеве око пет група, свака јачине од десет до четрдесет људи. На челу ових група били су Бошко Бећаревић, Ратко Парежанин, Јован Крагуљац, Раде Павловић и Бранко Гашпаревић. Они су од Гестапоа организовани у Ловачке групе Југоисток. План је био да се ове групе пробију до Србије, и да позадини изврше диверзије и терористичке нападе, али су партизани осујетили све њихове покушаје.
СДК је прву велику акцију против партизана у Словенији имао у крашком селу Цол 18. децембра 1944. Од 19. децембра до краја месеца велике операције опкољавања и уништавања су покренуте из гарнизона у Горици, Идрији, Постојни и Сежани са циљем да се елиминишу партизанска упоришта у Трновским планинама. Учествовало је скоро 5.000 људи, укључујући и 500 припадника 1. пука СДК из Постојне, 10. СС пука полиције, трупа Италијанске социјалне републике и словеначких домобрана.
Следећа акција у којој је учествовао СДК организована је против 9. партизанског корпуса под имену операција Рибецал током првих неколико дана марта 1945. Две борбене групе су биле формиране за напад на партизанске концентрација близу града Локве. Прва група се састојала се од три СС полицијска батаљона, елемената 1. словеначког домобранског јуришног пука, два батаљона СДК и једног кавкаског батаљона, са укупном снагом од 5.000 људи. Друга група се састојала се од два батаљона немачке 730. пешадијске регименте (710. пешадијска дивизија), полицијске чете и нешто инжењераца, са укупном снагом од 2.500 људи. Ове снаге су продирале из јужног и западног правца и овог пута операција је била успешна. Партизани су претрпели умерене губитке и њихова концентрација је била сломљена и растурена ка североистоку.
Али када су партизани били поражени, они нису остали растурени, па су Немци били присиљени да изведу додатну операцију између 19. марта и 7. априла 1945. што се показало као коначна операција против 9. корпуса. Четири борбене групе су биле организоване дуж границе подручја које су сада заузимали партизани, са задатком да увуку 9. корпус у борбу тако што ће буквално да напредују сви заједно према центру и тако да смање величину подручја под њиховом контролом. Ово је био стандардни немачки метод чишћења области под контролом партизана и ова тактика се никада значајније није мењала током рата. На Западу уздуж линије Идрија-Ријека-Грахово-Подбрдо, борбена група “Бланк” се састојала од главних елемената 10. и 15. СС полицијског пука, 2. батаљона 1. СДК пука, 2. батаљона 4. СДК пука, 21. СС полицијске чете, СС полицијска чета “Шмит” и артиљеријске батерије LXXXXVII армијског корпуса. Овим снагама су се 4. априла придружили 2. и 3. СДК пукови као и 500 људи из четничког 502. личког корпуса. Друга борбена група, под командом полицијског мајора Дипелхофера, састојала се од љубљанске СС школе за ниже официре, словеначких домобрана, четника и 1200 људи из јединице Руске ослободилачке армије. Ова група је употребљена на југоистоку дуж линије Идрија-Шкофја Лока. Северна јуришна група, са 4.500 људи који су припадали 13, 17, и 28. СС полицијском пуку, била је формирана уздуж линије између Подбрда и Шкофје Локе, док су специјалне јуришне снаге из 14. СС дивизије биле концентрисане уздуж североисточне границе области.
Између марта и априла 1945, Љотић и Михаиловић су размењивали поруке о могућности стварања савеза у последњи час као крајњег потеза у борби против партизана, иако је било прекасно да био он уродио икаквим плодом. Зато су код Михаиловића у Босну долазили Милан Аћимовић и Бошко Костић. Љотић је тражио да генерал Михаиловић са целокупном војском дође у Словенију и лично преузме команду. Љотић је рачунао да у Словенији има око 35.000 наоружаних Срба и Словенаца, чему се може додати још око 30.000 људи општом мобилизацијом. Ако би Михаиловић дошао са својим остацима (у то време око 25.000), у Словенији би се створила армија од близу 100.000 људи. Михаиловић није желео да напушта Босну, али је послао генерала Миодрага Дамјановића, пуковника Љубу Јовановића Патка и потпуковника Синишу Оцокољића да преузму команду у Словенији. У Михаиловићевим редовима је тада дошло до раскола, и многи његови људи су 16. марта пошли у Словенију. Не чекајући допуштење Михаиловића, Павле Ђуришић и друге четничке вође, међу којима Драгиша Васић, Лука Балетић, Мирко Лалатовић, Захарије Остојић, Павле Новаковић и Петар Баћовић, су са својим људима кренули ка Љотићу. Њихова колона је успут нападнута од усташа и уништена у бици на Лијевча пољу. Иако је постигнути споразум Љотића и Михаиловића дошао прекасно да би био од неке користи, Љотићеве и Михаиловићеве снаге у Словенији су дошле под заједничку команду четничког генерала Миодрага Дамјановића 27. марта 1945. Генерал Миодраг Дамјановић је постављен по наредби Михаиловића за команданта Истакнутог дела Врховне команде у Словенији. Тиме је СДК по други пут постао део четника односно Југословенске војске у отаџбини. На Љотићев захтев, Дожић и Велимировић су половином априла благословили око 25.000 припадника СДС, СДК и Специјалне полиције, као и четнике Момчила Ђујића и Доброслава Јевђевића и словеначке домобране, који су се сви скупили на словеначкој обали.
Убрзо након тога Хитлеров специјални опуномоћеник за Балкан Херман Нојбахер је посетио Љотића у Трсту да разговарају о немачким страховањима због тога шта ће се десити када СДК и четничке снаге у Истри ступе у контакт са британским и америчким јединицама које су се очекивале да се крећу у том правцу из Италије. Љотић је уверавао Нојбахера у лојалност СДК.
У међувремену 4. југословенска армија је напредовала на север дуж приобалног пута од Новог Винодолског да би ослободила Истру, Трст и целу средњу и западну Словенију. Немачка група армија Е је одмах издала наређење LXXXXVII армијском корпусу да начини периметар око лучког града Ријеке, како би покушала да заустави напредовање 4. армије на запад. Почетком априла 237. пешадијска дивизија је послата у ову област и у року од неколико дана су образоване одбрамбене линије у луку 21 km источно и северно од града. 4. армија је започела свој напад на ријеку својим 13, 19. и 43. дивизијом. Иако је била бројчано слабија, немачка 237. пешадијска дивизија је пружила жестоки отпор и задржала своје положаје. Генерал Киблер је наредио 188. резервној брдској дивизији да покрене напад на концентрацију Југословенске армије у близини аеродрома Гробник, 16 km североисточно од Ријеке. 2, 3. и 4. пук СДК су пребачени овамо из области Постојне да подрже напад. Међутим, пукови СДК су стигли прекасно и никада нису ступили у контакт са 188. дивизијом. Напад на аеродром је био неуспешан и до 23. априла генералу Киблеру је било јасно да његовом корпусу прети потпуно опкољавање. Киблерово разумевање ситуације је било исправно, пошто је 22. априла генералштаб 4. армије наредио дејствовање са крила како би заобишао град. Иако је LXXXXVII корпус остао под притиском три југословенске дивизије, југословенска 20. дивизија је доведена из Огулина уз још једну додатну бригаду, три тенковска и два артиљеријска батаљона. Ове снаге су наставили на север, око немачког одбрамбеног периметра и напредовао је ка Трсту преко Илирске Бистрице са намером да се споји са 9. југословенским корпусом који је напредовао јужно од Трста.
Како се битка код Ријеке завршавала крају, три пука СДК су пребачени у Љубљану и стављени под надлежност СС-обергрупенфирера Ервина Резенера, који је именован за команданта позадине групе армија Е. Резенеров задатак је био да отвори и држи отвореним путне и железничке правце у северној Словенији да би се убрзало повлачење ове армијске групе из Хрватске у Аустрију. 1. и 5. пук СДК су остали под Глобочниковљевом командом, који је у међувремену преместио свој штаб из Трста у Удине, преко реке Соче у Италији. Тако је СДК подељена у две групе, једна у централној Словенији и која се повлачила према аустријског границе, док је други под Глобочником био у најзападнијем делу Словеније и повлачио се према Италији.

## Предаја
У овом тренутку, око 22. априла Нојбахер је последњи пут посетио Љотића. Како су схватили да је до тоталног колапса немачких снага на Балкану и у Италији остало само неколико недеља, ако не и дана, Нојбахер је желео да зна Љотићеве планове за повлачење и предају СДК. Сутрадан предвече, Љотићев аутомобил је случајно упао у рупу насталу рушењем моста од стране савезничког ваздухопловства. Љотић је при паду сломио врат и убрзо је преминуо.
Дана 29. априла, како су се Титове снаге затварале обруч на подручју Трста, генерал Дамјановић је издао наређење да 1. и 5. пук пређу у Италију, где се 5. маја у граду Палманова (50 km северозападно од Трста) између 2.400 и 2.800 СДК људи предало Британцима, који су их одвели у заробљеничке логоре. Људство из преостала три пука је доживело непријатнију судбину. Они су из околине Љубљане прешли у Аустрију и предали се Британцима у Унтербергену планинама на реци Драви 12. маја 1945. 20 дана касније, ових 2418 бивших припадника СДК је предато Југословенској армији. Неки су убијени одмах у области Кочевског рога, док су остали затворени заједно са словеначким домобранима у логору Шентвид. Убрзо су и они погубљени. Косту Мушицког су у Италији ухапсиле британске снаге и вратиле у Југославију, да би му се судило. Њему је 1946. изречена смртна казна на истом процесу као и Драгољубу Михаиловићу и још некима.
Група која се предала у Италији је на крају пребачена у логор у Минстеру, у Немачкој, из којих су пуштени јула 1947. године. Ови људи су затим отишли у разне земље широм света, укључујући и САД. Преостали су емигрирали у западне државе, где су основали емигрантске организације са циљем да промовишу политику Збора. Многи Љотићеви следбеници су се населили у Минхену, где су водили своју издавачку кући и штампали новине Искра. Деловање Збора у дијаспори се одвијало у скромном обиму под руковођењем Јакова Љотића, рођеног брата Димитрија Љотића, који је 1974. убијен. Верује се да је убиство организовала Служба државне безбедности СФРЈ. На том месту га је потом наследио син Димитрија Љотића, Владимир. Непријатељство прољотићевских и прочетничких група се наставило у избеглиштву.